# Data rectisecta
Data rectisecta är en fjärilsart som beskrevs av W. Warren 1912. Data rectisecta ingår i släktet Data och familjen nattflyn. Inga underarter finns listade i Catalogue of Life.